# ETSI ES 202 663
ETSI ES 202 663 és una norma europea de telecomunicacions publicada per l'ETSI. És una normativa de comunicacions sense fils per ambients vehiculars. L'objectiu principal d'ETSI ES 202 663 és proporcionar comunicació ja sigui V2V (vehícle a vehícle), com V2I (vehícle a infraestructura) en un entorn ràpidament canviant, en el qual, l'intercanvi d'informació cal ser completada en un període molt curt. Algunes de les aplicacions són la gestió de autovies, la prevenció d'accidents, la gestió del temps de ruta, la gestió d'emergències, informació al viatger, etc

## Característiques
Punts més destacats:
- Capa física (PHY):
  - Freqüències:
    - ITS-G5A: per aplicacions de seguretat,en el rang de freqüències de 5,875 GHz a 5,905 GHz
    - ITS-G5B: per aplicacions altres que seguretat, en el rang de freqüències de 5,855 GHz a 5,875 GHz.
    - ITS-G5C: per aplicacions generals, en el rang de freqüències de 5,470 GHz a 5,725 GHz.

- Capa d'enllaç (MAC):
  - Serveis de manegament d'espectre.
  - Control de potència transmesa.
  - Suport a QoS.